# Kenny Vadas
Kenny Vadas est un acteur québécois né le 25 juillet 1981 à Montréal (Canada).

## Filmographie
- 1991 : Eric's World (série TV) : Nat
- 1994 : Super Noël (The Santa Clause) : E.L.F.S. Leader
- 1996 : Capitaines courageux (Captains Courageous) (TV) : Harvey Cheyne, Jr.
- 1997 : Prince Street (série TV) : Kamal
- 1998 : Galileo: On the Shoulders of Giants (TV) : Prince Cosimo
- 1998 : More Tears (série TV) : Steve
- 1999 Wind at my back [Au gré du vent] Rôle : Tony Piretty